# Charaxes lugari
Charaxes lugari är en fjärilsart som beskrevs av Van Someren 1939. Charaxes lugari ingår i släktet Charaxes och familjen praktfjärilar. Inga underarter finns listade i Catalogue of Life.